# Ellida
Ellida – w mitologii nordyckiej czarodziejski okręt, pływający bez załogi i sternika. Był on podarunkiem boga mórz Aegira dla wikinga Thorstena, odziedziczonym przez jego syna, Frithiofa.
Bibliografia: 
- Władysław Kopaliński, Słownik wyrazów obcych, Świat Książki, Warszawa 2000, ISBN 83-7227-582-3